# Péter Vépi
Péter Vépi, né le 20 octobre 1949 à Kőröshegy, est un footballeur international hongrois. Il participe aux Jeux olympiques d'été de 1972, remportant la médaille d'argent avec la Hongrie.

## Biographie

### En club
Péter Vépi réalise l'intégralité de sa carrière avec le Ferencvárosi TC, club où il joue de 1969 à 1980. Il dispute avec cette équipe 221 matchs dans le championnat de Hongrie, inscrivant trois buts.
Il remporte avec le Ferencvárosi un seul titre de champion de Hongrie, mais termine à de nombreuses reprises sur le podium du championnat. Il gagne également quatre Coupes de Hongrie.
Au sein des compétitions européennes, il joue quatre matchs en Coupe d'Europe des clubs champions, 13 en Coupe de l'UEFA, et huit en Coupe des coupes. Il atteint les demi-finales de la Coupe de l'UEFA en 1972.

### En équipe nationale
Péter Vépi reçoit six sélections en équipe de Hongrie lors de l'année 1972.
Il joue son premier match en équipe nationale le 29 avril 1972, contre la Roumanie. Ce match nul 1-1 à Budapest rentre dans le cadre des éliminatoires de l'Euro 1972. Il dispute ensuite une rencontre face à Malte comptant pour les éliminatoires du mondial 1974.
Il participe aux Jeux olympiques d'été de 1972 organisés à Munich. Lors du tournoi olympique, il joue quatre matchs (trois victoires, une défaite).

## Palmarès

### équipe de Hongrie
- Jeux olympiques de 1972 :
  -  Médaille d'argent.

### Ferencvárosi TC
- Championnat de Hongrie :
  - Champion : 1976.
  - Vice-champion : 1970, 1971, 1973, 1974 et 1979.
- Coupe de Hongrie :
  - Vainqueur : 1972, 1974, 1976 et 1978.
  - Finaliste : 1979.